# Управление по целям
Управление по целям (англ. Management by Objectives, MBO) — это процесс согласования целей внутри организации таким образом, что руководство компании и сотрудники разделяют цели и понимают, что они означают для организации.
Термин «Управление по целям» впервые был введён и популяризирован Питером Друкером в 1954 году в книге «The Practice of Management».
Суть управления по целям заключается в кооперативном процессе определения целей, выбора направления действий и принятии решений. Важной частью управления по целям является измерение и сравнение текущей эффективности деятельности сотрудников между собой и с набором установленных стандартов. В идеале, когда сотрудники сами вовлекаются в процесс постановки целей и определения направления действий, необходимых для их достижения, в этом случае сотрудники более мотивированы на выполнение их обязанностей.
- В начале определенного периода времени подразделениям и сотрудникам компании устанавливаются цели, от достижения которых, в частности, может зависеть переменная часть зарплаты. Эти цели должны отвечать условиям SMART, то есть быть конкретными (англ. specific) для компании или её подразделения; измеримыми (англ. measurable); достижимыми (англ. achievable); обоснованными и последовательными (англ. relevant)   и с четкими сроками выполнения (англ. time-based).
- Сверху вниз устанавливаются цели для всех уровней компании, причем цели даже на самых нижних уровнях должны соответствовать целям и стратегии организации в целом.
- Целей не должно быть слишком много (3-5 — оптимально).
- Устанавливать цели (задачи) может как непосредственный руководитель, так и сами сотрудники с последующим обсуждением и согласованием.
- Для оценки достижения целей определяются ключевые показатели эффективности (KPI).
- Сотрудник/подразделение должен быть обеспечен ресурсами для достижения поставленных задач.
- Регулярно проводится оценка результатов деятельности (англ. performance review), во время которой оценивается достигнутое и ставятся следующие цели[2].